# Ida Rozová
Ida Rozová (1. dubna 1951 Krucemburk – 18. listopadu 2012 Praha) byla česká organizátorka a novinářka, která se dlouhodobě specializovala na práva a obranu spotřebitelů. Byla mimo jiné zakladatelkou a dlouholetou šéfredaktorkou časopisu dTest.
Ida Rozová vystudovala Právnickou fakultu Univerzity Karlovy v Praze. K novinařině ji přivedla spolupráce s Mladým světem a především s novinářem Josefem Velkem. V redakci satirického časopisu Dikobraz se pak během 80. let 20. století dostala k problematice spotřebitelských práv, kterým se pak věnovala až do konce života.
V roce 1992 stála u zrodu Občanského sdružení spotřebitelů TEST. Když v roce 1993 začalo sdružení vydávat svůj časopis dTest, stala se Rozová logicky jeho šéfredaktorkou. Až do své smrti byla klíčovou osobou spotřebitelského sdružení TEST. Renomé sdružení bylo za života Rozové ostatně z velké části postaveno na její osobě.

## Osobní život
Ida Rozová byla od 2. poloviny 90. let rozvedená. Zůstala po ní dospělá dcera Lina a vnuk Matěj.